# Ben Cramer

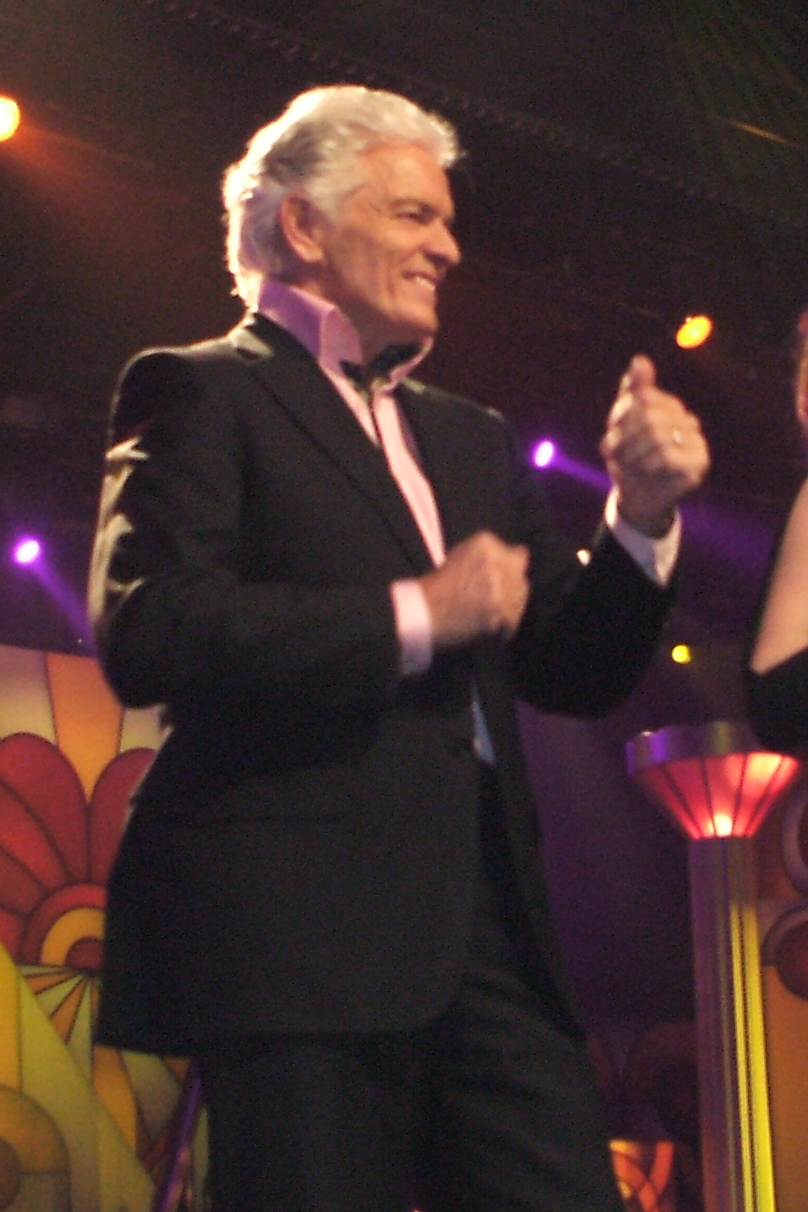
Ben Cramer (2011)

Ben Cramer (eigentlich: Bernardus Kramer; * 17. Februar 1947 in Amsterdam) ist ein niederländischer Schlagersänger und Musicaldarsteller.

## Leben und Wirken
Cramers Debütsingle Zai zai zai erschien 1967 und konnte sich direkt in den niederländischen Charts platzieren. Weitere Hits von ihm waren Dans met mij und De Clown. Er wurde ausgewählt, sein Land beim Concours Eurovision de la Chanson 1973 in Luxemburg zu vertreten. Mit De oude muzikant landete er auf Platz 14 (von 17). Ben Cramer hatte immer wieder Charthits bis 1980, danach wurde es ruhiger um ihn.
1989 war er als Juan Perón in dem Musical Evita zu sehen, es folgten weitere Einsätze bei Produktionen wie Chicago oder Phantom der Oper.

## Diskografie

### Alben
- 1969: Ben
- 1970: My World of Music
- 1971: Ben Cramer
- 1973: Ben Cramer
- 1974: Winter - Leven
- 1976: De Beste Van (25 Years Dureco)
- 1979: Tussen Jou En Mij
- 1981: Alles Is Anders

### Singles
| Jahr | Titel Album                            | Höchstplatzierung, Gesamtwochen, AuszeichnungChartsChartplatzierungen (Jahr, Titel, Album, Platzierungen, Wochen, Auszeichnungen, Anmerkungen) | Anmerkungen                         |
| Jahr | Titel Album                            | NL | Anmerkungen                         |
| ---- | -------------------------------------- | --- | ----------------------------------- |
| 1967 | Zai Zai Zai Ben                        | NL7 (12 Wo.)NL |                                     |
| 1968 | Dans Met Mij Ben                       | NL7 (14 Wo.)NL | Original: Tom Jones - Help Yourself |
| 1969 | Mona Lisa Ben                          | NL39 (5 Wo.)NL |                                     |
| 1969 | Yoffy Yoffy Yoffy –                    | NL31 (3 Wo.)NL |                                     |
| 1970 | Agata –                                | NL29 (4 Wo.)NL |                                     |
| 1970 | Lady of The Night My World of Music    | NL33 (4 Wo.)NL |                                     |
| 1971 | De Clown Ben Cramer                    | NL15 (7 Wo.)NL |                                     |
| 1971 | Vrede Ben Cramer                       | NL16 (13 Wo.)NL |                                     |
| 1972 | Hoort Mij Aan, Pessimisten! Ben Cramer | NL25 (5 Wo.)NL |                                     |
| 1972 | Slavin Van De Nooit –                  | NL25 (5 Wo.)NL |                                     |
| 1973 | De Oude Muzikant Ben Cramer (1973)     | NL13 (9 Wo.)NL |                                     |
| 1973 | Veronica Vrij Ben Cramer (1973)        | NL14 (6 Wo.)NL |                                     |
| 1973 | Geen Sneeuwvlok Ben Cramer (1973)      | NL30 (4 Wo.)NL |                                     |
| 1974 | Winter Winter - Leven                  | NL14 (10 Wo.)NL |                                     |
| 1975 | Barbara –                              | NL32 (5 Wo.)NL |                                     |
| 1979 | Oh Luister Toch Tussen Jou En Mij      | NL36 (3 Wo.)NL |                                     |
| 1980 | Alles Is Anders                        | NL26 (4 Wo.)NL | mit Trio Thessaloniki               |